# Iosif Constantin Drăgan
Iosif Constantin Drăgan (n. 20 iunie 1917, Lugoj - d. 21 august 2008, Palma de Mallorca) a fost un om de afaceri român, stabilit de decenii în Italia. A scris mai multe cărți, în general cu tematică istorică. A scos buletinul istoric Noi tracii. În anul 2005, a fost pe locul doi în topul celor mai bogați români, conform revistei Capital, cu o avere estimată la 850 de milioane de dolari. Conform aceleiași reviste, în 2006 a urcat pe primul loc, cu circa 1,3 - 1,6 miliarde de dolari.

## Biografie
Iosif Constantin  a absolvit studiile juridice la Universitatea din București, de la care a obținut licența în drept, în anul 1938. După absolvirea serviciului militar, ca artilerist, Institutul Italian de Cultură îi acordă, în anul 1940, o bursă de studiu, în Italia. După ce termină a doua facultate, la Universitatea din Roma, unde a studiat științe politice și economie, Drăgan își dă doctoratul în jurisprudență, tot la Roma. Acolo l-a cunoscut pe Giorgio del Vecchio, filosof al dreptului. Proaspătul doctor în jurisprudență, Drăgan a tradus în limba română lucrarea lui del Vecchio „Lecții de filozofia dreptului”.
La acea vreme Drăgan a fost atras de idealurile Gărzii de Fier, și, în interiorul acesteia, a reprezentat un curent de opinie corporatist. În 1941 a pus bazele unei companii care exporta petrol românesc Italiei fasciste.
După Al Doilea Război Mondial, în 1948, fondează o companie de distribuție a gazului petrolier lichefiat, Butan Gas.
În urma venirii la putere a Partidului Comunist Român îi este interzisă pentru 30 de ani revenirea în România.
În 1967 a pus bazele „Fundației Europene Drăgan”, fundație care declară ca scop promovarea „valorilor civilizației românești”.
A mai fondat două edituri (Nagard «Dragan inversat» în Italia și Europa Nova în România), o universitate privată (al cărei proprietar este), Universitatea Europeană Drăgan (fondată în 1991, la Lugoj), o stație TV, una radio (Radio NovaFm), un ziar săptămânal (Redeșteptarea) și un cotidian local (Renașterea Bănățeană) – toate în România. De asemenea, a mai finanțat construirea, lângă Orșova, a unei statui înalte de 55 de metri și lată de 25 de metri, a lui Decebal (cea mai înaltă sculptură în piatră din Europa).
A fost un dedicat susținător a lui Ștefan Odobleja, cel care a publicat lucrarea Psihologia consonantistă și care este cunoscut drept cel ce a fundamentat cibernetica generalizată.
Datorită unor cărți pe care le-a publicat a fost asociat curentului la granița dintre protocronism și naționalism din istoriografia română, promovată ulterior de regimul lui Nicolae Ceaușescu. Deși simpatizant al Gărzii de Fier, Drăgan devine un colaborator semioficial al lui Ceaușescu și al regimului comunist, ca rezultat având acces la anumite documente inedite despre Ion Antonescu, documente pe care le-a folosit într-o carte în care îl pune într-o lumină favorabilă pe acesta.
În semn de recunoaștere a activității culturale desfășurate de Iosif Constantin Drăgan, (ca economist, tracolog, scriitor și președinte al Fundației Europene Drăgan), la 7 octombrie 1980, Universitatea din Timișoara l-a numit profesor asociat.
După Revoluția Română din 1989, Iosif Constantin Drăgan le-a dat suport financiar lui Eugen Barbu și lui Corneliu Vadim Tudor pentru a-și lansa revista România Mare. Împreună cu Vadim Tudor a fost fondatorul în 1990 al "Ligii Mareșal Ion Antonescu", mai târziu redenumită Liga Mareșalilor, în urma schimbărilor din legislația română legate de cultul personalităților vinovate de crime împotriva umanității.

## Viață personală
În 1995, la vârsta de 78 de ani, Drăgan s-a căsătorit cu Daniela Veronica Gușă (aceasta având la momentul respectiv 22 de ani), fiica generalului Ștefan Gușă, fostul șef al Marelui Stat Major al Armatei Române (1986-1989).
Drăgan are și un fiu mai mare, Mike Fink , născut în 1971, care în 2005 a anunțat că nu a reușit în precedenții trei ani sub nici o formă să-și contacteze tatăl. Din cauza acestor afirmații, Ziarul Ziua a concluzionat că Drăgan era ținut captiv de mai tânăra sa soție și de partenerii săi de afaceri. Totuși, potrivit jurnaliștilor de la Averea, el a fost văzut în București câteva zile mai târziu, luând cina într-un restaurant împreună cu soția.

## Averea
Din portofoliul „imperiului” Drăgan fac parte companii precum Butan Gas, editurile Nagard și Europa Nova, Universitatea Europeană "Drăgan" din Lugoj, publicațiile Renașterea bănățeană și Redeșteptarea, postul de radio Nova FM Lugoj, tipografiile Fed Print din București și Lugoj. În plus, familia Drăgan deține și bunuri imobiliare valoroase.

## Cărți publicate
- Noi, tracii și istoria noastră multimilenară, (Nagard, Milano, 1976, tradusă în 8 limbi);
- Aurel C. Popovici, (1977);
- Idealuri și destine, (1977);
- Mileniul imperial al Daciei, (Ed. Științifică și Enciclopedică, București, 1985);
- Istoria Românilor, (Ed. Europa Nova, București, 1994);
- Adevărata istorie a românilor, (Nagard, Milano, 1996).
- Antonescu, Mareșalul și Conducătorul României, (Ed. Europa Nova, București, 1996);
- Antonescu, Mareșalul României și Războaiele de Reîntregire - Mărturii și documente coordonate și îngrijite de Josif Constantin Drăgan, Centrul European de Cercetări Istorice Veneția, apărută într-o prima ediție în 1986 și a II-a ediție în 1990 și reeditată în 1991 la Fundatia Europeană Drăgan.

De asemenea, a publicat și trei volume în domeniul cercetărilor de marketing și anume:
- The World Mission of the International Marketing Federation, (1985);
- Geoclimate and History, (1987-1989);
- Bazele Cognitive ale Cercetărilor de Marketing, (1995) - în colaborare cu prof. M.C. Demetrescu.

A mai publicat și două autobiografii: 
- În serviciul Europei, (1971);
- Prin Europa - 4 vol. (1973-1980).

Referitor la Ștefan Odobleja, a publicat lucrarea: 
- Odobleja. Apariția ciberneticii generalizate pe pământ românesc. O evaluare, Editura Europa Nova, (1993).

De asemenea, a republicat lucrarea lui Ștefan Odobleja, ”Psihologia consonantistă”, și a îngrijit apariția unor lucrări referitoare la cibernetică și la Ștefan Odobleja:
- Cybernetique Generale. Psychologie consonantiste. Science des Sciences, Ștefan Odobleja, Editions Nagard, (1983);
- Actele Simpozionului Internațional ”Ștefan Odobleja” la 80 de ani de la nașterea întemeietorului ciberneticii generale (Lugoj, 22-24 octombrie 1982), Editrice Nagard, (1983);
- Consonanatica în relație cu știința contemporană. Contribuții românești la dezvoltarea științei (Lucrările celui de-al IV-lea Simpozion), Iași, 13-15 iunie 1986, Academia de Cibernetică Generală Ștefan Odobleja, Nagard, (1989);